# Bosque de Khandavá

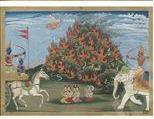
Krisná y Áryuna queman el bosque de Khandavá.

El bosque de Khandavá era una antigua región boscosa mencionada en la epopeya Majábharata (texto épicorreligioso del siglo III a. C.).
Se encontraba al oeste del río Iamuna, donde en la actualidad está la capital de la India, Nueva Delhi.

## Nombre sánscrito
- khāṇḍavá, en el sistema AITS (alfabeto internacional para la transliteración del sánscrito).[2]
- खाण्डव, en escritura devanagari del sánscrito.[2]
- Pronunciación:
  - /kjandavá/ en sánscrito[2] o bien
  - /kjándav/ en varios idiomas modernos de la India (como el bengalí, el hindí, el maratí o el palí).
- Etimología: ‘[lugar] con quebradas, barrancas, hondonadas, despeñaderos’[2]
  - khánda: ‘rajado, con rajaduras o quiebres’, melaza parcialmente seca, azúcar confitada.[3] Proviene de una antiquísima palabra indoeuropea desconocida, que produjo también el cognado candy (azúcar confitada).
  - Khandavá Prastha (‘la planicie en el [bosque] Khandavá’) o Indraprastha (‘la planicie de [el dios] Indra’): nombre de la localidad fundada por los Pándavas, situada en el bosque Khāndavá. Esa localidad nunca existió, solo se menciona en el Majábharata y en libros posteriores, como el Bhagavata-purana.

## Descripción y leyendas
El bosque de Khandavá estaba habitado por tribus naga (que el Majábharata menciona como «serpientes») dirigidos por un rey llamado Takshaka.
En el Majábharata, los kurus se dividieron toda la región centro-norte de la India en dos partes, que repartieron entre los primos Duriodhana y Iudistira Pándava. Al malvado Duriodhana le tocó la mejor parte, con la ciudad de Jastinápur, mientras que al piadoso Iudistira le tocó la zona de bosques llamados Khandavá (‘azúcar cande’), que habían sido sagrados para el antiquísimo rey-dios Indra. Como estaban habitados por tribus originarias, los arios mencionaban esta zona como un «desierto».
Los héroes Pándavas (los hermanos de Iudistira) tenían que limpiar una zona del bosque para construir su ciudad capital. Al llegar al bosque, el pándava Áryuna y su primo y amigo Krisná Vasudeva se encontraron con el dios del fuego Agní, que les pidió ayuda para alimentarse (tenía una enfermedad que solo se podía curar si consumía cierta hierba muy difícil de encontrar, que solo se encontraba en estos bosques). El dios protector (deva) del bosque Khandavá era Indra, por lo que la región era conocida como Indraprastha.
Cada vez que Agní había tratado de incendiar el bosque, Indra (que era el dios de la lluvia) hacía llover torrencialmente, apagando el fuego. Áryuna y Krisná le prometieron a Agní que lo ayudarían a devorar el bosque.
Para ello antes tenían que desplazar a todos los habitantes originales del bosque, entre ellos los pueblos originarios naga. Avisaron a todos los que pudieron, pero muchos nagas perdieron la vida en ese incendio. Esta fue la causa de la enemistad de los naga hacia los reyes que gobernaron Indraprastha y Jastinápura.
Cuando Áryuna prendió fuego al bosque, Indra lo atacó con su rayo (vashra), hiriéndolo.

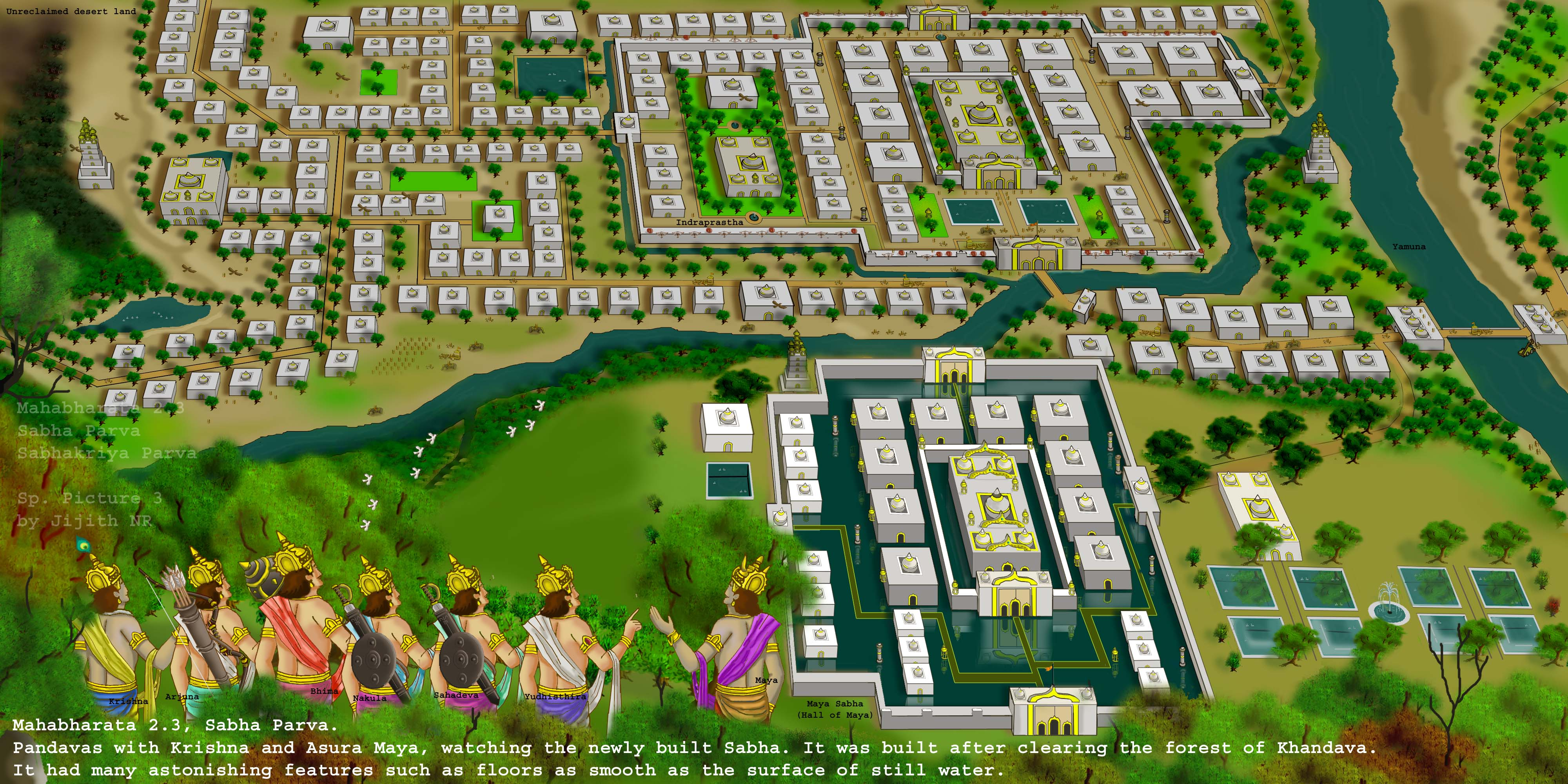
Los Pándavas contemplan la ciudad que les construyó el demonio Maia en donde se encontraba el bosque de Khandavá.

En el lugar que ocupaba el bosque, el demonio arquitecto Maia construyó la ciudad de Indraprastha.
Una leyenda poco conocida es que en el momento de la Guerra de Kuruksetra, cuando Áryuna y Karna se enfrentaron cara a cara, el líder naga Áshua Sena, deseoso de vengar la muerte de su madre en el incendio provocado por Áryuna, se deslizó silenciosamente dentro del carcaj de Karna bajo la forma de una flecha. Esta flecha hubiera matado a Áryuna si su auriga (cochero) Krisná no hubiera exhibido de manera ínfima uno de sus divinos poderes (gurutuá: inmenso peso), rompiendo su promesa de no ser un dios en la guerra: presionó los pies contra el piso de la cuadriga (carro de guerra), lo que hundió las ruedas un codo en la tierra, haciendo que la flecha pasara por encima de la cabeza de Áryuna.